# Conchothyra
Conchothyra is een geslacht van weekdieren uit de klasse van de Gastropoda (slakken).

## Soorten
- Conchothyra australis (P. Marshall, 1916) †
- Conchothyra expedita Finlay & Marwick, 1937 †